# 小行星47162
小行星47162（47162 Chicomendez）是一颗绕太阳运转的小行星，为主小行星带小行星。该小行星于1999年10月2日发现。
該小行星以巴西環境活動家奇科·曼德斯命名。

## 轨道参数
小行星47162的轨道半长轴为2.2260848 UA，离心率为0.104。